# Anjulie
Anjulie, właściwie Anjulie Persaud (ur. 21 maja 1983) – kanadyjska piosenkarka popowa i autorka tekstów. Pisze teksty m.in. dla Kelly Clarkson, Nicki Minaj i innych artystów.

## Życiorys

### Dzieciństwo
Anjulie urodziła się i wychowała w Oakville w Kanadzie. Uczęszczała do szkoły średniej św. Ignacego Loyoli. Jej dziadkowie wyemigrowali z Indii do Gujany.

### 2006–2009: Początki i album:Anjulie
Album został wydany 4 sierpnia 2009 roku, a single go promujące to Boom, który dotarł do pierwszego miejsca w amerykańskich klubach tanecznych, Rain, a także Love Songs, które nie powtórzyły sukcesu poprzedniego singla.

## Dyskografia

### Albumy Studyjne
| Tytuł   | Rok  | Najwyższe pozycje na wykresach | Najwyższe pozycje na wykresach |
| Tytuł   | Rok  | US                             | US Heat                        |
| ------- | ---- | ------------------------------ | ------------------------------ |
| Anjulie | 2009 | 108                            | 2                              |

### Single
| Tytuł                                                                                        | Rok  | Najwyższe pozycje na listach | Najwyższe pozycje na listach | Najwyższe pozycje na listach | Najwyższe pozycje na listach | Certyfikacje | Album   |
| Tytuł                                                                                        | Rok  | CAN                          | CAN HAC                      | CAN CHR                      | US Dance                     | Certyfikacje | Album   |
| -------------------------------------------------------------------------------------------- | ---- | ---------------------------- | ---------------------------- | ---------------------------- | ---------------------------- | ------------ | ------- |
| Boom                                                                                         | 2008 | —                            | —                            | —                            | 1                            | —            | Anjulie |
| Love Songs                                                                                   | 2009 | —                            | —                            | —                            | 8                            | —            | Anjulie |
| Rain                                                                                         | 2009 | —                            | —                            | —                            | 3                            | —            | Anjulie |
| Brand New Bitch                                                                              | 2011 | 16                           | 12                           | 7                            | 3                            | MC: Platyna  | —       |
| Stand Behind The Music                                                                       | 2011 | 54                           | 38                           | 30                           | —                            | —            | —       |
| Headphones                                                                                   | 2012 | —                            | —                            | —                            | —                            | —            | —       |
| You and I                                                                                    | 2012 | 25                           | 10                           | 12                           | —                            | —            | —       |
| Falling In Love Again                                                                        | 2015 | —                            | —                            | 43                           | —                            | —            | —       |
| Emotional                                                                                    | 2017 | —                            | —                            | —                            | —                            | —            | —       |
| Dancing With Girls                                                                           | 2018 | —                            | —                            | —                            | —                            | —            | —       |
| "—" - Singiel nie był notowany/ nie dostał żadnej certyfikacji/ nie należy do żadnego albumu |      |                              |                              |                              |                              |              |         |